# Championnat d'Argentine féminin de football 2022
Navigation
Édition précédente Édition suivante
Le Championnat d'Argentine féminin de football 2022 (Campeonato de Primera División “A” de Fútbol Femenino 2022) est la quarante-cinquième saison du championnat et la quatrième saison avec des équipes professionnelles. Après le championnat 2021 où aucune équipe n'a été reléguée, le championnat passe à 21 équipes cette saison.
Le Boca Juniors remporte son 26e titre lors de la dernière journée en devançant le dauphin UAI Urquiza d'un seul point.

## Organisation
Le championnat se dispute avec 21 équipes qui se rencontrent une seule fois, soit un total de 20 matchs. Le premier du classement est sacré champion d'Argentine, les trois derniers sont relégués en deuxième division.
Le champion d'Argentine 2022 et le vainqueur de la coupe (Copa Federal 2022) jouent la finale de la Supercoupe d'Argentine (Supercopa Femenina 2022). 

## Qualifications continentales
Le champion se qualifie pour la Copa Libertadores féminine 2023. Si l'Argentine obtient une deuxième place en Copa Libertadores, le vice-champion est également qualifié.

## Compétition

### Classement
| Rang | Équipe                     | Pts | J  | G  | N | P  | Bp | Bc | Diff |
| ---- | -------------------------- | --- | -- | -- | - | -- | -- | -- | ---- |
| 1    | Boca Juniors T             | 56  | 20 | 18 | 2 | 0  | 71 | 6  | +65  |
| 2    | UAI Urquiza                | 55  | 20 | 18 | 1 | 1  | 69 | 10 | +59  |
| 3    | Racing Club                | 47  | 20 | 15 | 2 | 3  | 48 | 16 | +32  |
| 4    | River Plate                | 45  | 20 | 14 | 3 | 3  | 56 | 11 | +45  |
| 5    | San Lorenzo                | 42  | 20 | 13 | 3 | 4  | 50 | 18 | +32  |
| 6    | Estudiantes Buenos Aires P | 34  | 20 | 10 | 4 | 6  | 36 | 32 | +4   |
| 7    | CA Huracán                 | 34  | 20 | 10 | 4 | 6  | 23 | 25 | -2   |
| 8    | CA Lanús                   | 33  | 20 | 10 | 3 | 7  | 31 | 35 | -4   |
| 9    | Gimnasia La Plata          | 32  | 20 | 10 | 2 | 8  | 33 | 21 | +12  |
| 10   | Estudiantes de La Plata    | 29  | 20 | 8  | 5 | 7  | 27 | 24 | +3   |
| 11   | Club Ferro Carril Oeste P  | 29  | 20 | 9  | 2 | 9  | 24 | 36 | -12  |
| 12   | CA Independiente           | 28  | 20 | 9  | 1 | 10 | 43 | 25 | +18  |
| 13   | Rosario Central            | 26  | 20 | 7  | 5 | 8  | 32 | 27 | +5   |
| 14   | CA Platense                | 23  | 20 | 7  | 2 | 11 | 21 | 30 | -9   |
| 15   | SAT                        | 22  | 20 | 6  | 4 | 10 | 30 | 34 | -4   |
| 16   | Defensores de Belgrano     | 20  | 20 | 5  | 5 | 10 | 23 | 38 | -15  |
| 17   | El Porvenir                | 15  | 20 | 4  | 3 | 13 | 18 | 33 | -15  |
| 18   | Excursionistas             | 14  | 20 | 4  | 2 | 14 | 20 | 58 | -38  |
| 19   | Club Comunicaciones        | 11  | 20 | 3  | 2 | 15 | 17 | 54 | -37  |
| 20   | Villa San Carlos           | 4   | 20 | 1  | 1 | 18 | 19 | 74 | -55  |
| 21   | Deportivo Español          | 3   | 20 | 1  | 0 | 19 | 9  | 93 | -84  |

## Statistiques individuelles
Mise à jour le 20 mai 2022.
|    | Joueuse                    | Club                     | Buts |
| -- | -------------------------- | ------------------------ | ---- |
| 1. | Romina Núñez (en)          | UAI Urquiza              | 13   |
| 2. | Carolina Birizamberri (en) | River Plate              | 11   |
| 2. | Andrea Ojeda (en)          | Boca Juniors             | 11   |
| 4. | Rocío Bueno (es)           | Racing Club              | 9    |
| 5. | Yamila Rodríguez (en)      | Boca Juniors             | 8    |
| 5. | Micaela Sandoval           | UAI Urquiza              | 8    |
| 7. | Analía Baini               | Defensores de Belgrano   | 7    |
| 7. | Florencia Gaetán           | Villa San Carlos         | 7    |
| 7. | Brisa Galeano              | Estudiantes Buenos Aires | 7    |

## Bilan de la saison
| Championnat d'Argentine féminin de football 2022        |                          |
| Champion                                                | Boca Juniors (26e titre) |
| Dauphin                                                 | UAI Urquiza              |
| Qualifications continentales                            |                          |
| Copa Libertadores féminine 2023                         | Boca Juniors             |
| Promotions et relégations                               |                          |
| Promus en Championnat d'Argentine féminin de football   | Club Atlético Belgrano   |
| Promus en Championnat d'Argentine féminin de football   | Club Atlético Banfield   |
| Relégués en Championnat d'Argentine féminin de football | Club Comunicaciones      |
| Relégués en Championnat d'Argentine féminin de football | Villa San Carlos         |
| Relégués en Championnat d'Argentine féminin de football | Deportivo Español        |